# 圣味增爵堂 (普罗旺斯地区莱博)

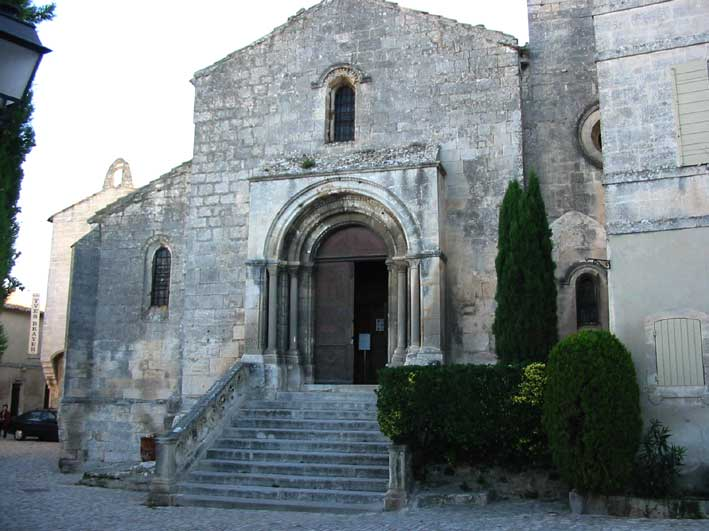

圣味增爵堂（Église Saint-Vincent）是法国普罗旺斯-阿尔卑斯-蓝色海岸大区罗讷河口省村庄普罗旺斯地区莱博的一座罗马天主教教堂，罗马式风格。该堂位于圣味增爵广场（place Saint-Vincent）。
该堂建于12-16世纪，供奉3世纪西班牙圣人萨拉戈萨的味增爵。

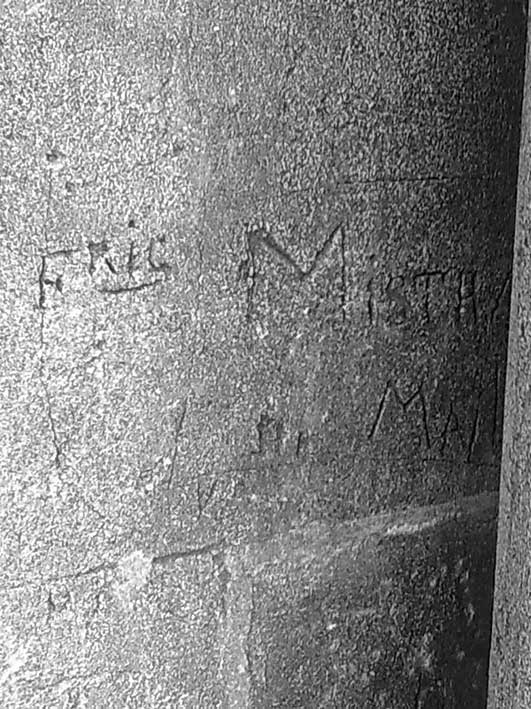
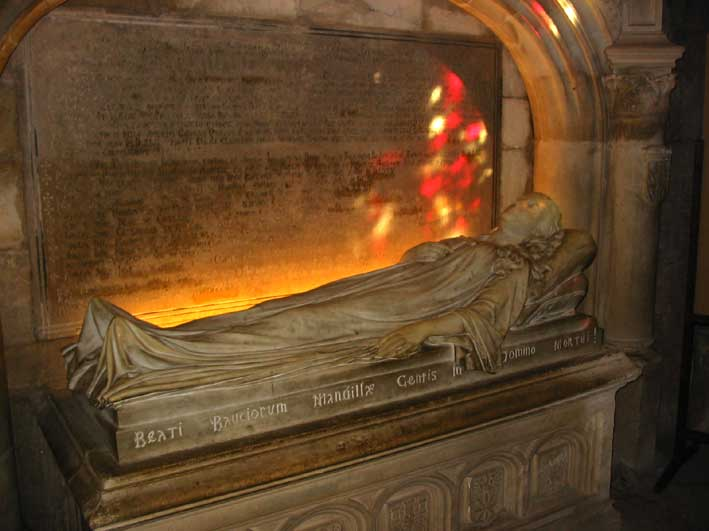
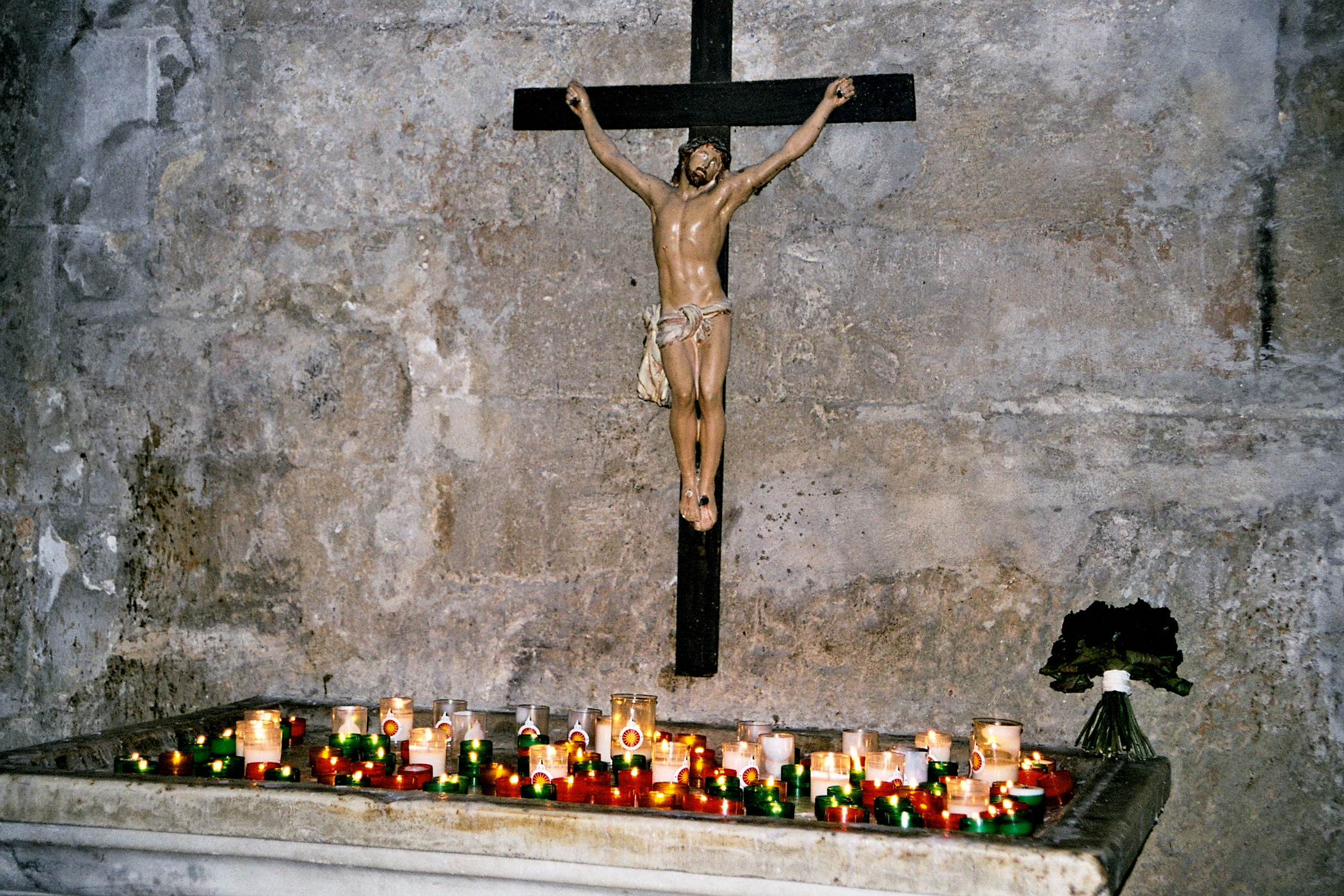
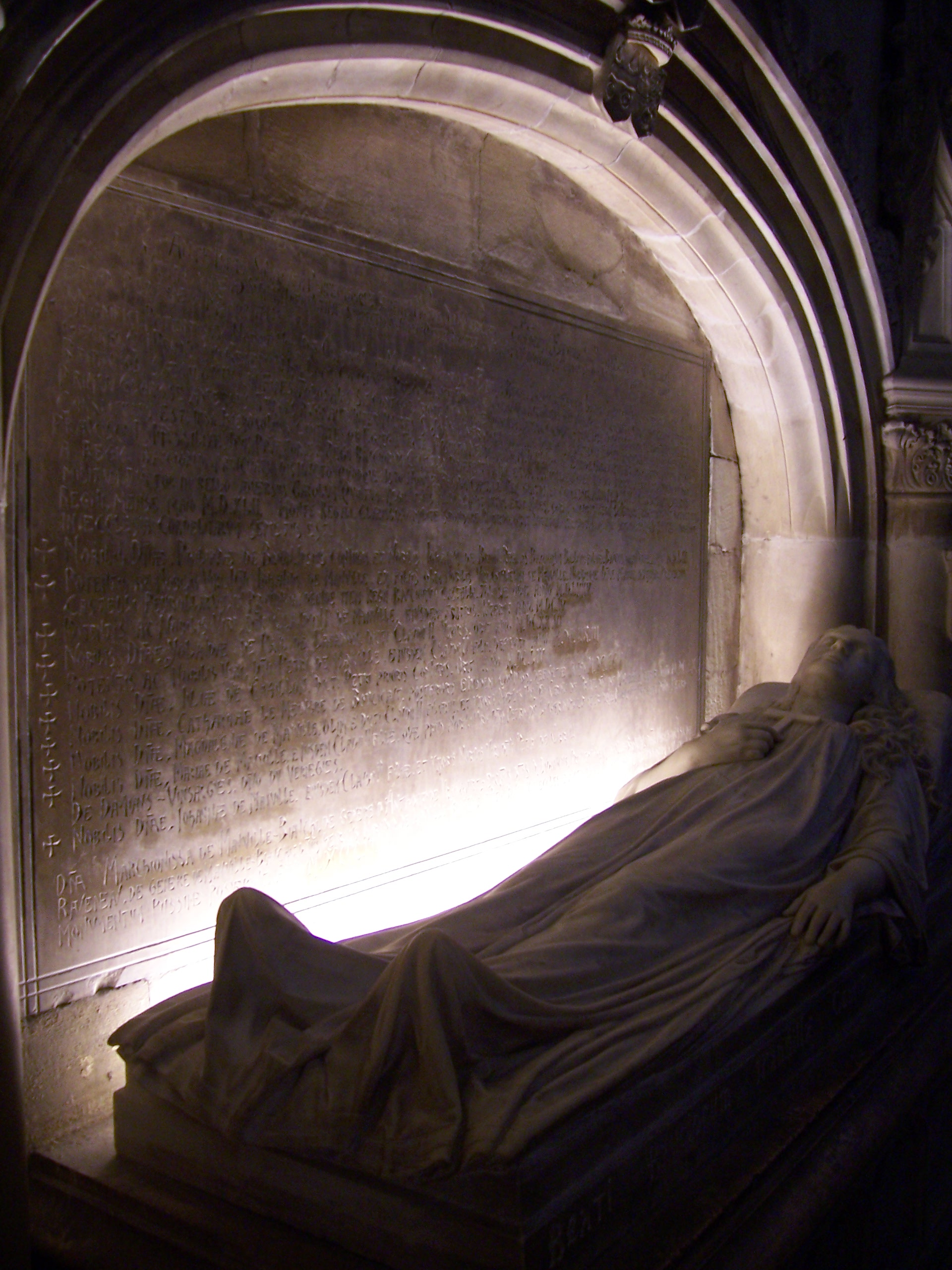
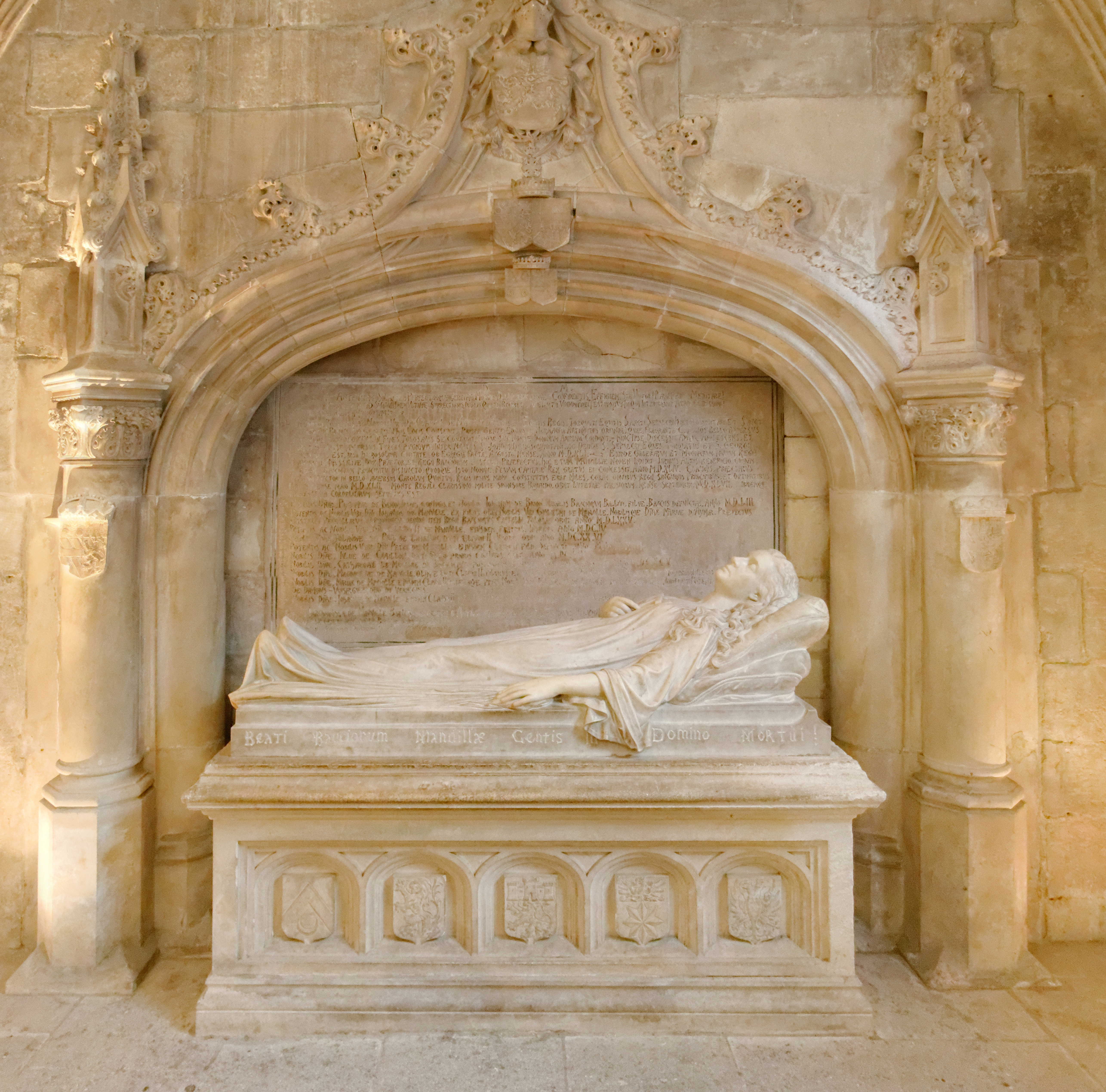

该堂于1886年列为法国历史古迹。